# Peucedanum zedelmeierianum
Peucedanum zedelmeierianum är en flockblommig växtart som beskrevs av Ida P. Mandenova. Peucedanum zedelmeierianum ingår i släktet siljor, och familjen flockblommiga växter. Inga underarter finns listade i Catalogue of Life.